# Sistema informativo aziendale
Un sistema informativo aziendale può essere immaginato come un insieme comprendente persone, funzioni, applicazioni, reti tecnologiche e procedure che interagendo tra di loro hanno come obiettivo finale quello di rendere disponibile ad un soggetto una serie di informazioni e dati nel momento e nel luogo desiderati. Un Sistema Informativo è in grado di fare ciò compiendo delle operazioni sui dati come ad esempio: raccogliere dati, elaborarli, scambiarli, catalogarli ed esporli. Indica quell'infrastruttura di una organizzazione aziendale deputata alla raccolta e gestione delle informazioni. Si tratta quindi di acquisire i dati, elaborarli e poi restituirli sotto forma di informazioni utili al soggetto interessato. L'obiettivo di un Sistema Informativo è quello di rappresentare un valido supporto durante le operazioni decisionali.

## Descrizione
In un ambiente dinamico, le imprese si trovano in una situazione di grande complessità gestionale e nell'esigenza di gestire quantità sempre maggiori di informazioni in modo sempre più efficace, efficiente e tempestivo per poter così rispondere ai continui cambiamenti del mercato e delle sue esigenze: prendere decisioni velocemente richiede la possibilità di disporre di tutte le informazioni necessarie in tempi rapidi, il che è possibile solo se l'impresa è dotata di un sistema informativo in grado di rendere disponibili le informazioni in tempo reale. Le tecnologie informatiche offrono grandi potenzialità poiché consentono alle aziende di controllare, pianificare e gestire in modo integrato tutte le attività, nonché di elaborare velocemente una maggiore quantità di dati ed informazioni di quanto fosse possibile in passato.
La parte del sistema informativo composta dai calcolatori, dalle reti informatiche, dalle procedure per la memorizzazione e la trasmissione elettronica delle informazioni prende il nome di sistema informatico. Infatti, i concetti fondamentali alla base di un sistema informativo sono dati, informazioni e processi, e non presuppongono l'utilizzo di tecnologie informatiche. Ciononostante, anche se l'esistenza del sistema informativo è indipendente dalla sua automazione, il relativo sistema informatico ricorre quasi sempre all'utilizzo di una o più basi di dati per l'archiviazione e il reperimento delle informazioni, e ad appositi moduli software per l'inserimento e la gestione.

### Classificazioni dei Sistemi Informativi
I principali Sistemi Informativi utilizzati all'interno di un'organizzazione o di un'azienda vengono generalmente classificati:
1) Per funzione: in cui ogni funzione aziendale possiede il proprio Sistema Informativo. Ad esempio la funzione R&S dovrà avere un sistema che le consentirà di programmare, controllare, e ricercare informazioni riguardanti gli ambiti tecnici e scientifici. Vengono dunque usati i sistemi PM oppure banche dati scientifiche. La funzione Produzione dovrà utilizzare dei sistemi che serviranno per la progettazione, la programmazione ed il controllo della produzione e possono essere ad esempio i sistemi di gestione e manutenzione o i sistemi CAD. La funzione Logistica , la quale si occupa degli acquisti e della gestione dei magazzini utilizzerà dei sistemi specifici per la gestione dei fornitori e per la gestione degli ordini. La funzione Marketing e vendite che si occupano appunto della gestione delle vendite e del marketing, e necessitano di sistemi informativi che si occupino dell'elaborazione dei dati e di gestire l'acquisizione degli ordini. La funzione Finanza ha come obiettivo la gestione delle risorse finanziarie e ha bisogno di sistemi che raccolgano dati relativi alle varie entrate e uscite mentre la funzione Gestione del personale, la quale ha il compito di gestire ciò che riguarda la remunerazione dei lavoratori e la loro sicurezza avrò bisogno di sistemi informativi che rilevino la presenza e registrino le paghe e gli stipendi dei vari lavoratori.
2) Per attività: si dividono i sistemi informativi in base al tipo di attività, in particolare si fa riferimento alla piramide aziendale in cui generalmente nel gradino più alto sono collocate le attività strategiche, poi quelle tattiche e poi quelle operative. Le tipologie di Sistema Informativo sono quindi:
• ESS: sono quelli utilizzati per il più alto livello dell'organizzazione aziendale, e vengono quindi utilizzati a livello strategico. Riguardano le decisioni non di routine, ovvero quelle decisioni che devono essere prese qualora si presentino problematiche "nuove" per l'azienda e per le quali non esista una procedura specifica per la risoluzione. Si occupano quindi di controllare l'andamento a livello gestionale, integrando anche dati provenienti dall'esterno dell'azienda. Elaborando i dati si riescono quindi a capire quali sono le criticità e farle notare ai manager talvolta anche tramite l'utilizzo di grafici avanzati.
• DSS: anche questi SI si riferiscono alle funzioni di tipo manageriali, in particolare servono ai manager per prendere decisioni e risolvere problematiche utilizzando sia i dati interni all'azienda che quelli provenienti dall'esterno. Accorpano elevate quantità di dati necessari per le operazioni decisionali e questa quantità di dati viene "restituita" all'utilizzatore in modo che possa usufruirne per analizzarli e lavorarli in maniera interattiva.
• MIS: sono SI utilizzati dal manager, acquisiscono i dati dal TPS e questi dati vengono poi forniti al manager sotto forma di reports, di dati storici o di prestazioni correnti.
• TPS: questi SI vengono utilizzati a livello operativo dell'azienda. Si tratta di un sistema che svolge operazioni di routine che servono giornalmente per le attività aziendali come inserimento di ordini, calcolo degli stipendi ecc.
3) Per processi: vengono utilizzati, in base al processo aziendale a cui si riferiscono, per gestire al meglio il medesimo processo. Bisogna inoltre sapere che un processo può coinvolgere più reparti.
• ERP: sono sistemi informativi che si occupano della gestione di più processi aziendali e vengono utilizzati per gestire al meglio più risorse. Le aree di cui si occupa questo sistema sono diverse, e sono: gestione dei materiali (approvvigionamento e stoccaggio), produzione, finanza, marketing ecc. Grazie all'utilizzo di un solo database, all'interno di esso vengono inserite tutte le informazioni e i dati riguardo al ciclo attivo, ovvero ciò che riguarda gli incassi, e riguardo anche al ciclo passivo, che riguarda i fornitori ed i pagamenti.
• CRM: il focus di questo sistema informativo è il cliente e non, come in quelli sopra elencati, il prodotto. Questo sistema è molto utilizzato dalle aziende per gestire i vari clienti, consente di creare e instaurare dei rapporti con essi e di gestirle nel tempo.
• SCM: questi SI si occupano di coordinare e gestire le varie funzioni aziendali sia all'interno dell'azienda che lungo la supply chain (catena di approvvigionamento). Si occupano quindi di migliorare le prestazioni dei singoli membri dell'intera supply chain. Lo scopo principale è quello di massimizzare il livello di servizio relativo al cliente finale, e per fare ciò si necessita di un'ottimizzazione del capitale che viene utilizzato e dei vari costi. Si occupa delle attività che riguardando la gestione e la previsione della domanda, del trattamento dei vari ordini, dell'acquisizione di materie prime e semilavorati, della spedizione del prodotto finito al cliente finale ecc. Praticamente si ha una gestione a 360° delle funzioni produzione, logistica e marketing.

### Elementi
Come dice la parola stessa, un sistema informativo è un "insieme" di elementi (nel nostro caso informazioni) unite in un unico agglomerato. Possiamo dare una prima classificazione delle caratteristiche essenziali che connotano questo tipo di sistema:
- 1) Dati: sono la componente essenziale del sistema, ma dal momento che non sono ancora stati elaborati, si presentano in uno stato primitivo.
- 2) Informazioni: insieme di dati già elaborati, strettamente collegati tra di loro con un fine preciso.
- 3)  Persone: coloro che si occupano di raccogliere e catalogare i dati di interesse (opportunamente registrati), affinché possano essere poi elaborati dalle strutture competenti. Sono anche i destinatari delle informazioni già manipolate.
- 4) Strumenti: è l'insieme delle attrezzature che sono in grado di far viaggiare le informazioni tra fornitore e acquirenti, tra diverse aziende, e in genere tra punti diversi di un'azienda. Possiamo anche inserire in questa categoria tutte quelle infrastrutture in grado di trasformare i dati in informazioni. Ovviamente al giorno d'oggi si tratta di mezzi altamente tecnologici.
- 5) Procedimenti: è l'insieme delle procedure che permettono di capire in che maniera vengono raccolti ed elaborati i dati. Per ogni singola finalità, le persone di competenza devono scegliere la modalità per elaborare i dati, dal momento che ogni azienda ha una propria esigenza da soddisfare.

### Obiettivi
I procedimenti sopra elencati sono finalizzati a soddisfare con efficacia ed efficienza le esigenze conoscitive interne ed esterne d'azienda.
Soddisfare con:
- A) Efficienza: fa riferimento al rapporto input-output, in quanto essa può essere definita come la capacità di raggiungere il miglior risultato con le risorse a disposizione o, più in particolare:
  - Miglior risultato ottenibile a parità di risorse;
  - Minor utilizzo quantitativo di risorse, a parità di risultati;
- B) Efficacia: rapporto tra risultato ottenuto ed obiettivo prefissato; si tratta di un giudizio qualitativo sul risultato ottenuto; quindi, è necessario effettuare un confronto.

Dal punto di vista del SI, tale qualità si ha quando l'informazione prodotta soddisfa 
l'esigenza informativa di tutti i soggetti. Più in particolare, possiamo considerare i cosiddetti requisiti di efficacia di un SI:
- Selettività: il SI deve produrre solo le informazioni utili e necessarie per poter prendere le decisioni; tale concetto, di per sé semplice, può essere evidenziato secondo diverse tecniche. Infatti, in teoria, l'impresa potrebbe trovarsi a gestire una quantità ingente di dati. Per gestire tale requisito, si possono considerare due approcci:

1. Definire a priori il livello di selettività, a fronte dei diversi fabbisogni di informazioni, esterni ed interni, ma ciò genera un problema in termini di definizione della selettività;
2. Lasciare che sia il destinatario delle informazioni a selezionare i dati (ovviamente, in questo caso, bisogna fornirgli tutte le informazioni sul problema); dunque, ci si basa sulle capacità dei manager di selezionare automaticamente ciò che interessa. La selettività è un problema che deve essere risolto, poiché solo in questo caso il sistema può risultare economico ed efficiente (in quanto permette di ottenere anche riduzioni di costi);

- Tempestività: attiene al tempo che il SI impiega per produrre le informazioni necessarie al destinatario; tale parametro presenta diverse accezioni:

1. Tempo impiegato dal SI per produrre l'informazione richiesta (tempo di risposta);
2. Capacità del SI di produrre informazioni che coprono un arco temporale più o meno lungo;
3. Frequenza con cui una certa informazione viene richiesta (periodicità); dunque, si tratta della capacità del sistema di produrre più volte la stessa informazione.

- Affidabilità: capacità del SI di produrre informazioni corrette ed esenti da errori; tale concetto richiama quello di accuratezza dei dati caricati sul SI. Questo parametro, infatti, dipende essenzialmente dalla correttezza del dato caricato e dalla correttezza delle procedure di elaborazione dati. I controlli automatici, poi, migliorano l'accuratezza del dato.
- Flessibilità: le esigenze informative dei destinatari si modificano nel tempo; quindi, bisogna creare un SI capace di assecondare tali esigenze e che sia strutturato sulla base delle stesse, nonché che riesca ad adattarsi alle loro modificazioni.
- Accettabilità: attiene al rapporto utente-SI ed al giudizio che l'utente dà allo stesso; ciò, inoltre, è strettamente collegato alla sua facilità d'uso (che può essere capita bene quando si passa da un SI ad un altro), nonché altri requisiti descritti.

Non sempre efficacia ed efficienza si verificano contemporaneamente ed in uno stesso SI. Infine, un altro concetto strettamente collegato a tali parametri è quello di economicità, che considera l'aspetto economico, guardando al prezzo pagato dall'azienda e, quindi, facendo riferimento all'efficienza esterna del SI, ovvero quella nel rapporto con il mercato. Si consideri, poi, che tali parametri devono essere raggiunti per le esigenze conoscitive interne ed esterne e, quindi, è importante notare che i destinatari delle informazioni potrebbero essere anche esterni all'azienda e bisogna tenere conto anche di questo e delle loro esigenze. Dunque, si tratta di uno strumento di supporto all'attività di management (sia supporto alle decisioni che strumento di comunicazione e accumulazione di conoscenza).

### Funzioni
Ha il compito di:
- raccogliere i dati;
- conservare i dati raccolti, archiviandoli;
- elaborare i dati, trasformandoli in informazioni;
- distribuire l'informazione agli organi aziendali utilizzatori,
- fornire supporto ad un organo decisionale (ad esempio un manager), nel caso di decisioni aziendali di routine e non di routine.

Si svolgono tramite attività che si devono svolgere per la gestione delle informazioni, modalità organizzative con cui devono essere condotte le predette e strumenti tecnologici con cui svolgerle. Per fare questo il sistema informativo si può avvalere di tecnologie informatiche: la parte del sistema informativo aziendale che se ne avvale prende in nome di sistema informatico Con il diffondersi delle tecnologie informatiche, il sistema informatico finisce per rappresentare la quasi totalità del sistema informativo, ma, almeno a livello concettuale, il sistema informativo non implica di per sé l'uso dell'informatica; del resto prima che fossero introdotte le tecnologie informatiche già esistevano sistemi informativi.
Le informazioni fornite dal sistema informativo agli organi aziendali sono necessarie agli stessi per assumere le decisioni e sono caratterizzate da:
- il contenuto (ossia la rilevanza per il destinatario e la correttezza intrinseca);
- il tempo nel quale sono rese disponibili;
- il luogo ove sono rese disponibili;
- la forma con la quale sono presentate.

## Sistema informativo contabile
Il sistema informativo aziendale può essere idealmente distinto in due sottoinsiemi: il sistema informativo non contabile, dove si raccolgono e organizzano le informazioni sia qualitative sia quantitative riguardanti l'azienda, il mercato e l'ambiente esterno che, come abbiamo detto, fanno da supporto alle scelte del vertice strategico e del nucleo operativo; il sistema informativo contabile, costituito da informazioni di natura quantitativa che riguardano sia fatti esterni che fatti interni di gestione.
Il sistema informativo contabile poggia sui documenti originari e comprende:
- gli inventari;
- le scritture elementari;
- le scritture sistematica;
- le contabilità sezionali;
- la contabilità generale;
- la contabilità gestionale;
- il budget.

Il sistema informativo contabile deve:
- rilevare i rapporti con i terzi;
- far fronte a quanto stabilito dalla legge in materia di scritture obbligatorie;
- valutare i risultati conseguiti con la gestione, esaminata negli aspetti reddituali finanziari e patrimoniali;
- consentire il controllo della gestione;
- fornire informazione su cui poggiano le loro decisioni a tutti coloro (stakeholder) che sono coinvolti direttamente o indirettamente nell'impresa.

Il bilancio d'esercizio evidenzia la situazione patrimoniale e finanziaria e risultati economici ottenuti dall'impresa. I prospetti contabili che lo compongono sono lo Stato patrimoniale e il Conto economico).
Il reporting è destinato a fornire informazioni opportunamente selezionate alle persone che all'interno dell'azienda devono assumere decisioni; consiste nella redazione di rapporti, presentati in forme libere e con contenuti che devono rispondere alle diverse esigenza dei destinatari.